# Марковська Ніна Степанівна
Марковська Ніна Степанівна — лікар, педагог,  доктор медичних наук (1994); колишній народний депутат України.

## Біографія
Н. С. Марковська народилася 18 жовтня 1947 року в м. місті Одеса, українка.
У 1972 році акінчила лікувальний факультет Вінницького медичного інституту.
У 1984 році захистила кандидатська дисертація «Депресивні стани», згодом - докторську дисертація «Емоційна патологія в клініці алкоголізму».
Квітень 2002 — кандидат в народні депутати України від виборчого округу № 69 Житомирської області, висунута СПУ. «За» 8.20 %, 2 місце з 5 претендентів. На час виборів: народний депутат України, член СПУ.
Народний депутат України 3-го скликання з 12 травня 1998 до 14 травня 2002 від СПУ-СелПУ, № 10 в списку. На час виборів: народний депутат України, член СПУ. Член фракції Соціалістичної партії і СелПУ («Лівий центр») (з травня 1998, пізніше — фракція СПУ). Голова підкомітету з питань законодавчого врегулювання проблем лікувально-профілактичної допомоги населенню, медичного страхування, медичної науки та освіти Комітету з питань охорони здоров'я, материнства та дитинства (з липня 1998).
Народний депутат України 2-го скликання з 11 травня 1994 до 12 травня 1998 від Замостянського виборчого округу № 47 Вінницької області, висунута виборцями. На час виборів: завідувач катедри Вінницького медичного інституту імені Пирогова, безпартійна. Член депутатської фракції СПУ і СелПУ (до цього член (уповноважений) групи соціалістів). Голова підкомітету з питань науки та освіти Комітету з питань охорони здоров'я, материнства і дитинства.
- Серпень 1972 — листопад 1979  р. — інтерн-психіатр, лікар-психіатр Вінницької обласної психіатричної лікарні імені О.Ющенка.
- Листопад 1979 — 1985 рр. — асистент, 1985 — 1987 рр. — доцент кафедри психіатрії, у  1987 - 1994 роках — завідувач катедри психіатрії, психотерапії, наркології факультету удосконалення лікарів Вінницького медичного інституту.

Була завідувачем  секретаріату Тимчасової спеціальної комісії Верховної Ради України з проблем ВІЛ/СНІДу, туберкульозу та наркоманії.
Член КПРС (1979—1991). Член СПУ (з 1995), колишній член Політвиконкому, завідувач відділу СПУ зі зв'язків з релігійними конфесіями.
Автор обласної програми боротьби з наркоманією (1993).
Захоплюється живописом та філателією.

## Нагороди
- Знак «Відміннику охорони здоров'я»  (1991).
- Звання "Заслужений працівник охорони здоров'я України" (03.1997).

## Родина
- Батько: Марковський Степан Антонович (1927) — лікар, заслужений працівник охорони здоров'я, пенсіонер.
- Мати: Лариса Андріївна (1929) — лікар, пенсіонерка.
- Чоловік:  Старинець Георгій Олексійович (1942) — доцент кафедри неврології Вінницького державного медичного університету.
- Син:  Старинець Олександр (1970) — політолог;
- Дочка: Наталія (1973) — лікар-невропатолог.